# 817
Cette page concerne l'année 817  du calendrier julien. Pour l'année 817 av. J.-C., voir 817 av. J.-C.
L'année 817 est une année commune qui commence un jeudi.

## Événements

### Proche-Orient
- 24 mars : le calife abbasside al-Ma’mūn choisi comme successeur l’iman Ali ar-Rida descendant d'Husayn, fils d'Ali, afin d’éradiquer l’agitation chiite. Le tollé qui s'ensuit coûtera la vie à Ali ar-Rida, probablement empoisonné en septembre 818[1].
- 17 juillet : Al-Ma’mūn est renversé à Bagdad par Ibrâhîm ben al-Mahdî, fils du calife Al-Mahdî qui se proclame calife[1].

### Europe
- 25 janvier : début du pontificat de Pascal Ier (fin en 824)[2]. Il obtient de Louis le Pieux une constitution garantissant à la papauté la possession perpétuelle de ses territoires et son indépendance à l’égard de l’Empire.
- 10 juillet, concile d’Inden/Aix : promulgation du capitulare monasticum ; réforme du monachisme par Benoît d'Aniane[3] devenant le premier instrument de l'unification spirituelle de l'Empire Carolingien.
  - Obligation pour toutes les communautés de suivre la règle de Benoît de Nursie dans le dessein de rendre au culte et à la prière la primauté aux dépens de l’évangélisation et de la culture (règle d'Aix). Le travail manuel devient obligatoire. L’école monastique est réservée aux oblats (jeunes gens « offerts » par leurs parents aux moines pour qu’ils se chargent de leur éducation), la clôture des moniales soigneusement observée. La réforme s’établit petit à petit, les laïcs répugnant à accepter la liberté de l’élection de l’abbé. Les monastères deviennent des centres agricoles, spirituels et intellectuels. L’application de la règle bénédictine entraîne le déclin de l’érémitisme.
  - Les moines bénédictins reçoivent l’autorisation de remplacer par du lard et du beurre l’huile prévue par la règle et devenue introuvable[4].
- 31 juillet[5] : Louis Ier le Pieux, empereur d'Occident, tente de préserver l'unité du royaume en réglant les droits de succession de ses héritiers par l’Ordinatio imperii . Lors de l’assemblée des Grands à Aix, Lothaire est désigné comme l’unique héritier de l’Empire. Il est couronné des mains de son père. Pépin obtient l’Aquitaine et Louis la Bavière et les royaumes orientaux. Pour la première fois, les bâtards sont exclus de la succession au trône.
  - Après l’Ordinatio Imperii qui donne l’Italie à Lothaire, Bernard, roi d’Italie, se révolte et rassemble les nobles mécontents. Louis le Pieux prend la route des Alpes pour mater la révolte. Bernard se soumet à Chalon-sur-Saône. Il est jugé l'année suivante. Louis fait crever les yeux à son neveu qui en meurt[6].

- Expédition franque contre les Obodrites (Slaves) sur l’Elbe[7].
- Victoire de l'empereur byzantin Léon V à Mesembria sur les Bulgares[8].

## Décès en 817
- 24 janvier : Étienne IV (pape).
- Li He, écrivain chinois.
- Mutik Tsenpo, empereur du Tibet.